# Anginon
Anginon är ett släkte i familjen flockblommiga växter. Det beskrevs av Constantine Samuel Rafinesque 1840.

## Arter
Släktet omfattar tolv arter i Namibia och Sydafrika:
- Anginon difforme (L.) B.L.Burtt
- Anginon fruticosum I.Allison & B.-E.van Wyk
- Anginon intermedium I.Allison & B.-E.van Wyk
- Anginon jaarsveldii B.L.Burtt
- Anginon paniculatum (Thunb.) B.L.Burtt
- Anginon pumilum I.Allison & B.-E.van Wyk
- Anginon rugosum (Thunb.) Raf.
- Anginon streyi (Merxm.) I.Allison & B.-E.van Wyk
- Anginon swellendamense (Eckl. & Zeyh.) B.L.Burtt
- Anginon tenuius I.Allison & B.-E.van Wyk
- Anginon ternatum I.Allison & B.-E.van Wyk
- Anginon verticillatum (Sond.) B.L.Burtt